# Bolygóátvonulás
Bolygóátvonulás az a csillagászati esemény, amikor a Naprendszer valamelyik belső bolygója – azaz a Merkúr vagy a Vénusz – a Földről nézve elhalad a Nap korongja előtt.

## Magyarázata
Átvonulás akkor történik, amikor egy égitest a megfigyelő irányából nézve látszólag egy másik égitest elé kerül, és elhalad előtte. A Föld és a Nap közé csak azok a bolygók kerülhetnek, amelyek a Földnél (a megfigyelő helyénél) közelebb keringenek a Naphoz, ezt a feltételt csak a Merkúr és a Vénusz teljesíti. A Naprendszer bolygói megközelítőleg azonos síkban keringenek a Nap körül, és a pályák egymás köré rajzolható körökre hasonlítanak. Kepler III. törvénye értelmében a naphoz közelebb keringő égitest mindig hamarabb tesz meg egy kört, mint egy külsőbb pályán mozgó társa, így minden bolygóra elmondható, hogy a nála kisebb átmérőjű pályán keringő többi bolygó rendszeresen elhalad közte és a Nap között.

A két bolygó síkjának metszésvonala kijelöli a pályák csomóit. Kattintson a képre!

A Vénusz átmérője nagyobb a Merkúrénál és az átvonuláskor a tőlünk mért távolsága kisebb, ezért a Vénusz-átvonulások kapják a nagyobb figyelmet. A Vénusz 225 nap alatt jár be egy kört a Nap körül, de eközben a Föld is hosszú utat tesz meg, így végeredményként a Vénusz 584 naponként halad el a Nap és a Föld között. Ám nem pontosan közöttük. A Vénusz pályájának a síkja ugyanis kicsit ferde a Föld pályasíkjához képest. A bezárt szög csak 3,4 fok, de ez bőségesen elegendő ahhoz, hogy számos találkozáskor a Vénusz a Földről nézve valamivel a napkorong alatt vagy felett haladjon el, a vakító napfény miatt gyakorlatilag láthatatlanul.
A két bolygó pályája, ha oldalról nézzük őket, két ponton metszi egymást; valójában a bolygó ellipszispályája két ponton döfi át a földpálya, más néven az ekliptika síkját. Ezt a két pontot a bolygópálya csomóinak hívják. Ha a bolygó alsó együttállása, azaz a bolygó és a Föld "találkozása" a csomóktól távol következik be, akkor az égbolton csupán 0,5 fok átmérőjűnek látszó napkorongot az áthaladás elkerüli. Csak ha a két bolygó együttállására ezeknek a csomóknak a közelében kerül sor, akkor jön létre az a helyzet, hogy a három égitest nem csak "felülről" (a pályák síkjára merőleges irányból) nézve, hanem "oldalról", a Föld felől nézve is szinte egyvonalba kerül. Persze ez a helyzet csak időleges, a bolygó korongja néhány óra alatt megtorpanás nélkül áthalad a napkorong előtt, kelet–nyugat irányban, ahogy "leelőzi" a Földet.

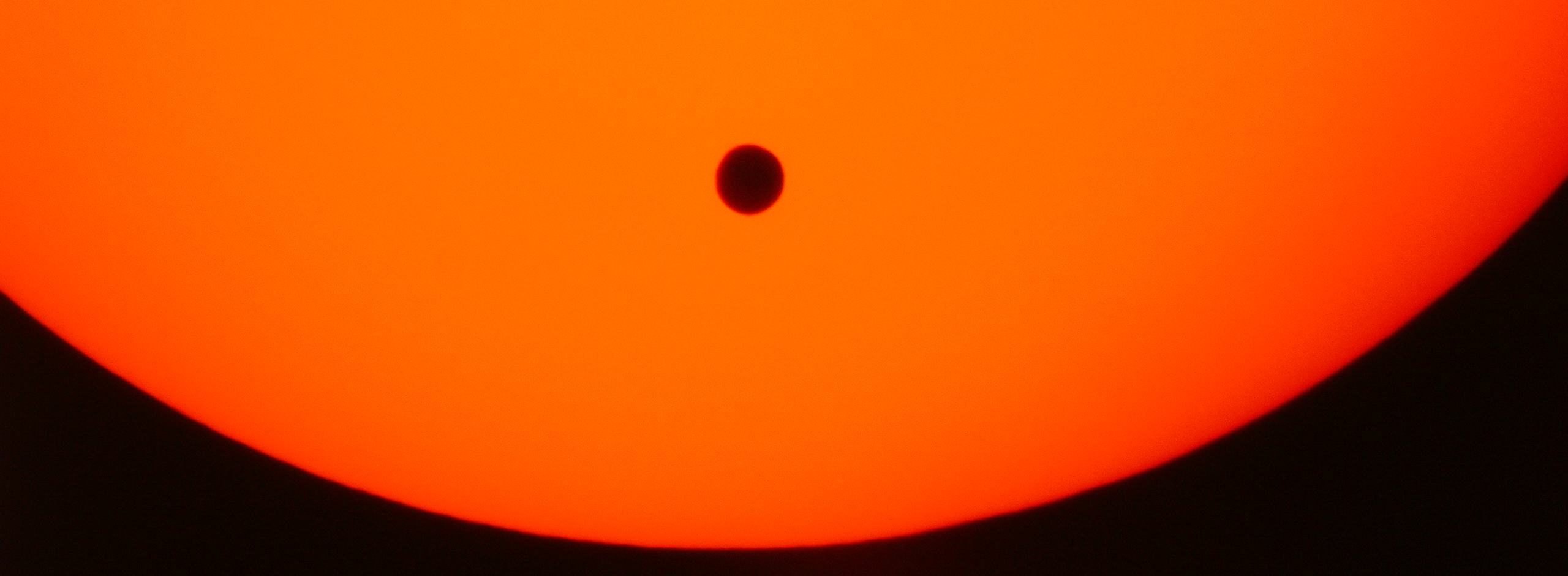
A Vénusz a Nap előtt 2004-ben

Minden bolygópálya csomói lassan elfordulnak az ekliptika síkján a Nap körül, de ez a mozgás annyira lassú, hogy a Föld a keringése során még sokáig majdnem ugyanott, azaz azonos időkben érkezik el ezekhez a csomókhoz.
Pontatlan az a szóhasználat, amely szerint ilyenkor az égitest "árnyékát" látjuk a Napon, hiszen a Nap maga a fényforrás. A bolygó a Földre vetne árnyékot, amit például egy űrállomásról láthatnánk, de mivel a napkorongon az égitest sziluettje nagyon kicsi, nem figyelhető meg semmi olyan árnyék, mint amit egy napfogyatkozáskor látni lehet.
1. ↑  a Vénusz távolsága ilyenkor mintegy 43 millió kilométer, kb. 110-szerese a Föld-Hold távolságnak

## Kontaktusok
A jelenségnek négy kiemelkedő pillanata van, a négy kontaktus. Az ábrán látható, hogy ezek azok a pillanatok, amikor egy bolygó korongja kívülről vagy belülről éppen érinti a napkorong határát. Az ábrán – amely a 2004. június 8-i Vénusz-átvonulást ábrázolja – a kontaktusok balról jobbra következnek.
Az első érintés pontos pillanatát megfigyelni különleges műszerek nélkül lehetetlen. A Naphoz közeledő bolygókorong az ellenfényben teljesen láthatatlan, és csak akkor lesz észrevehető, amikor már "beleharap" a napkorongba. Ez viszont már az első kontaktus után lesz, bármilyen éles szemmel is figyeljük. Az első képen (lent), ha teljes méretben nézzük, épphogy látható a Vénusz széle, mégis az első kontaktus után járunk már.
A második kép a látható fény helyett a Nap röntgensugárzását érzékelő kamerával készült. (A GOES 15 műhold Solar X-ray Imager kamerájával.) Ezen jól látható az erős röntgensugárzású napkorona, amelyet egyébként csak teljes napfogyatkozások idején szoktunk megpillantani. A Vénusz már jól látszik a korona előtt, így ilyen képet figyelve már pontosan előrejelezhető, megállapítható lehet az első kontaktus pillanata.
|  | első kontaktus után | röntgen-fényben |  |

### A fekete csepp
A feketecsepp-jelenség egy optikai csalódás, amelyről először az 1761. június 6-i Vénusz-átvonulás alkalmából találunk említést. Ez kétszer is, a 2. és a 3. kontaktus idején látható. Az történik, hogy amikor a bolygó korongja (már, illetve még) nem érinti a napkorong szélét, de nagyon közel van hozzá, akkor a bolygó sziluettje és a sötét külső terület között egy kis sötét "híd" jelenik meg, néhány másodpercig, kicsit cseppszerűvé torzítva a kis korongot. (Lásd például ezen a képsorozaton].) Emlékeztet a látvány arra, amikor valami apró tárggyal épphogy megérintjük egy pohár víz felszínét, és a víz felületi feszültsége miatt a sima felület a tárgy felé hajlik, hozzátapad. Valójában persze semmiféle tapadás szóba sem jöhet, a Merkúrt 50, a Vénuszt 90 millió kilométer választja el a Naptól, a két korong találkozása csakis a megfigyelők mindenkori helyéről látható, és itt csak a nagy és a kis korong között leheletvékonyra csökkent fényes vonal egyenetlen érzékelése kelti ezt az csepp-érzetet. Kipróbálhatjuk ugyanezt magunk is úgy, hogy egy lámpa erős ellenfényében két ujjunkat egymáshoz közelítjük, és még mielőtt valóban összeérnének, látszólag már összeolvad a két kontúr. A jelenség csak viszonylag kis nagyítású távcsőben tűnik fel, az erősebb nagyítás pontossága már megszünteti ezt az érzékcsalódást. Az érdekességnek a csillagászok egyáltalán nem örültek, mert megnehezítette a kontaktusok pillanatának pontos megállapítását.

## Az átvonulások hatásai
Az asztrológia művelői nagy jelentőséget tulajdonítanak az együttállásoknak, és állításaik szerint az ilyen események befolyásolják az emberi sorsot és a mindennapok alakulását.
A fizika tudósai a négyféle kölcsönhatás változásának egyikét sem tartják érdemlegesnek. Az ún. gyenge és erős kölcsönhatásoknak csak elméleti vizsgálata is ilyen távolságból egyszerűen értelmetlen volna.
Annak, hogy egy bolygó a Nap előtt halad el, az elektromágneses sugárzások terén sem ismert semmi műszerekkel mérhető olyan változása, amely a földi környezetre hatást gyakorolhatna. Természetesen van változás, hiszen a bolygó tömege a rádiósugárzástól a röntgensugárzásig mindenféle elektromágneses hullámot elnyel, ennek következtében például a Nap fényereje, és más sugárzástartományban mérhető összintenzitása is csökken. A két belső bolygó közül a nagyobb kitakarást a Vénusz korongja eredményezi. A Vénusz látszó átmérője kb. 1/31-e a Nap átmérőjének, ebből a folt nagysága 961-szer kisebbnek adódik. Azt kaptuk tehát, hogy az átvonulás ideje alatt a Nap fényereje 100%-ról 99,9%-ra csökken. Nem lehet kétséges, hogy ez a változás műszerek nélkül észlelhetetlen.
Érdekes elméleti lehetőség, hogy a bolygó tömegének gravitációs mikrolencse-hatása a Nap fényét fókuszálva juttatja el hozzánk. Nem rendelkezünk forrással arról, hogy a Merkúr és a Vénusz esetében ez a lencsehatás milyen mértékű eltérítésre lehet képes, de ha az egyáltalán mérhető, akkor is csak a korong által kitakart területről juttathatna el fényt a Földre, tehát csökkentené az átvonulás okozta fényerőváltozást. Ám e tekintetben még a Vénusz tömege is olyan jelentéktelenül kicsi, hogy a lencsehatás fényeltérítő hatása a Föld és a belső bolygók közötti mindössze 85, illetve 43 millió kilométeren biztosan alatta marad az elképzelhető legfinomabb mérésekkel észlelhetőnek is.
A negyedik kölcsönhatás a tömegvonzás. A bolygókra kiszámított adatokból láthatjuk, hogy a Vénusz ránk gyakorolt tömegvonzása az átvonulás idején mintegy 1/20000 része a Napénak, a Merkúr esetében ez az arány ennél is százszor kisebb. Ennek értékeléséhez figyelembe kell vennünk azt is, hogy ha a bolygó útja csak fél fokkal alacsonyabban vagy magasabban vezet el, már biztosan elmarad az átvonulás, mivel a napkorong átmérője csak ennyi. Így viszont kijelenthető, hogy a gravitációs hatás vonatkozásában nincs gyakorlati különbség aközött, hogy a bolygó a Földről nézve a napkorong elé kerül vagy láthatatlanul maradva a napkorong alatt vagy fölött halad el, márpedig az utóbbi a Merkúr esetében évente háromszor, a Vénusz esetében pedig másfél évente lezajlik.
A fentiek szerint tehát magának az átvonulásnak nem lehet érdemleges fizikai jelentőséget tulajdonítani. Ennél sokkal nagyobb az érzelmi hatása, az ember számára különleges élmény egy ritka csillagászati jelenség látványa, amely során egy kicsit érzékelhetővé válik a Naprendszer működése és mérete.

## Merkúr-átvonulás

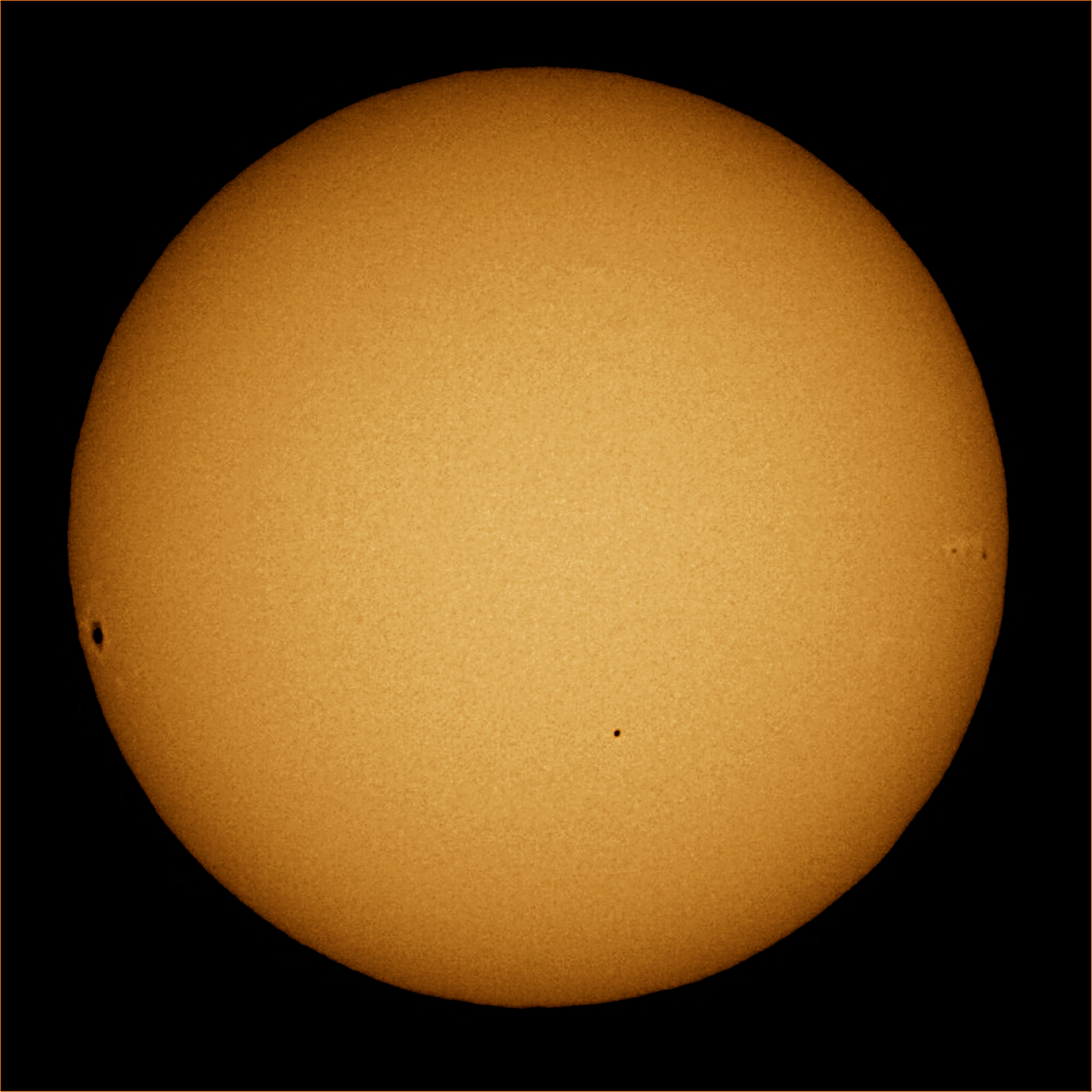
A Merkúr átvonulása 2006. november 8-án a 921-es, 922-es és 923-as számú napfolttal

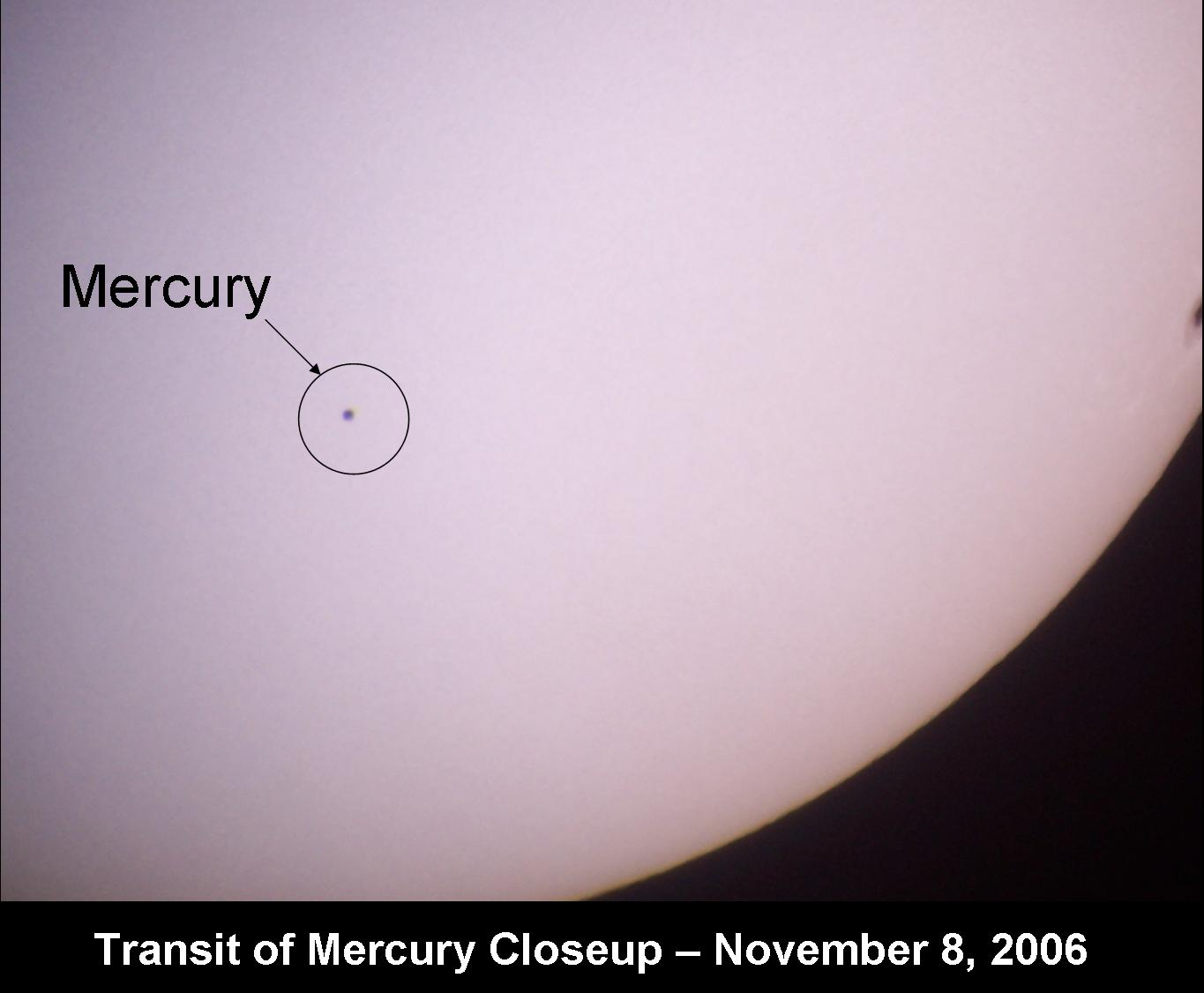
A Merkúrról 2006. november 9-én készített közeli felvétel

A Földről vizsgálva sokkal gyakrabban lehet megfigyelni a Merkúr átvonulását, mint a Vénuszét. Előbbiből 100 év alatt 13-14 is előfordulhat. Ennek az az oka, hogy a Merkúr pályája közelebb van a Naphoz,
és a pályáját sokkal rövidebb idő alatt képes megtenni. Legutóbb erre 2006. november 8-án került sor, legjobban Hawaiiról lehetett megfigyelni.
A Merkúr átvonulására májusban vagy októberben kerülhet sor. A májusi átvonulásra 7, 13 vagy 33 éves időszakonként kerül sor, míg az októberi átvonulást 13 vagy 33 évenként lehet megfigyelni. A három legutóbbira 1999-ben, 2003-ban, 2006-ban és 2016-ban került sor.
A májusi átvonuláskor a Merkúr az aphéliumhoz van közel, ekkor a látott térből elfoglalt területe 12" (ívmásodperc); a novemberi átvonuláskor a perihélion közelében ugyanez az érték 10". A viszonylag nagy eltérés oka a Merkúr pályájának elliptikus alakja.

### A Merkúr súrlódó átvonulásai
Több alkalommal a Merkúr csak súrolja a Napot, Ezekben az esetekben előfordulhat, hogy a Föld egyes részein teljes átvonulást figyelnek meg, míg más területeken csak részleges átvonulást látnak. (Ilyenkor nincs második és harmadik kontaktus.) Legutóbb 1999. november 15-én, ezt megelőzően 1743. október 28-án volt erre példa. 2391. május 11-én lesz.
Az is lehetséges, hogy a Merkúr átvonulását a Föld egyes területein részlegesen érzékelik, egy másik részéről figyelve azonban kikerüli a bolygó a Napot. Ilyen átvonulás legutóbb 1937. május 11-én, azt megelőzően pedig 1342. október 21-én történt, legközelebb pedig 2608. október 21-én lehet ilyet tapasztalni.

## Vénusz-átvonulás
Tudjuk, hogy a bolygóátvonulás feltétele, hogy a Föld a bolygópálya valamelyik csomójának közelében kerüljön a másik égitest közelébe. Az ábra oldalnézetben mutatja az átvonuló bolygó pályasíkját az e ekliptikához képes megdőlt helyzetben. Ahhoz, hogy a bolygó a Földről nézve a napkorong előtt haladhasson el, a Földnek a pályájának m szakaszán belül kell lennie a csomópont előtt, illetve legfeljebb ugyanennyivel a csomópont után. A Vénusz pályasíkjának dőlése (inklinációja) 3,4°, a napkorong r sugara 15 ívperc, tehát az m szakasz 253 ívperc, azaz 4,2°. A csomópont után ugyanennyi, továbbá a Nap túloldalán, a másik csomópontnál szintén kétszer ennyi, összesen tehát a földpálya 16,8° hosszúságú ívszakaszának valamelyik pontján kell a Földnek lennie ahhoz, hogy a saját pályáján a csomón áthaladó Vénusz számunkra a Nap előtt vonuljon át. Tudva, hogy a Föld a 360°-os pályáját 365 nap alatt teszi meg, azt kapjuk, hogy az évben 17 nap, kétszer 8 és fél nap az az időszak, amikor Vénusz-átvonulás létrejöhet. Ez biztatóan magas szám. De azt is számításba kell vennünk, hogy a Vénusznak a saját kb. 225 napos évéből is ezen a 17 napon belül kell elérnie a pályája csomói közül azt, amelyik a Föld felé esik. A két tényező együttesen már nagyon lecsökkenti a megfelelő találkozás esélyét.
A vénuszpálya felszálló csomójának hossza, vagyis az ekliptikai hosszúsága 76,7°, ez a gyakorlatban azt jelenti, hogy attól a ponttól, ahol a Föld a tavaszi nap-éj egyenlőség idején tartózkodik, ilyen hosszú ívszakaszt kell megtennie a vénuszpálya felszálló csomójával való egybeeséshez. Közelítő számítással megállapíthatjuk, hogy a csomóponthoz való eljutás március 21-e után 77 nappal esedékes, ez június 7. A pálya szemközti csomópontjára hasonló számítással megállapíthatjuk, hogy az odaérkezésünkre minden évben körülbelül december 8-án kerül sor. Ez az a két nap, amelytől 4–4 nap eltérésen belül fordulhat elő a Vénusz átvonulása.
1. ↑  Meglepő lehet, hogy a háromszög egyik oldalának hosszát szögmértékben adtuk meg. Itt a Nap körüli körpályák egy-egy ívszakaszának hosszával foglalkozunk, és nem a valódi hossz érdekel bennünket, hanem a teljes 360 fokos körhöz viszonyított méretük.
2. ↑  Azért használhattunk a Nap körüli képzeletbeli gömbfelületen való számításhoz síkgeometriai eljárást, mert a szóban forgó ívszakaszok elég kicsik ahhoz, hogy a módszerünk jó közelítést eredményezzen.
3. ↑  Ez a számítás nagyvonalúan kezelte a napéjegyenlőség pontos idejének ingadozását és a Föld pályasebességének enyhe változását is, ezért valóban csak közelítésnek kezelendő.

### A pontos dátumok
A két bolygó keringési ideje olyan, hogy hosszabb távon az átvonulások szabályos ritmust mutatnak. Két Vénusz-átvonulás között 8, majd 105,5, megint 8, majd 121,5 év telik el; a 0,5 évekből következik, hogy a találkozások kétszer december elején, kétszer június elején kerülnek sorra.
A távcső felfedezése, pontosabban Galileo Galilei által csillagászati célra történő első használatbavétele óta mindössze 8 alkalommal volt Vénusz-átvonulás megfigyelhető. Ez azt is jelenti, hogy mielőtt az első bolygókutató űrszonda segítségével közelebbit megtudhattunk a bolygóról, az emberiség összesen 6 lehetőséget kapott arra, hogy a bolygókorongot távcsővel ellenfényben megvizsgálhassa, a méretét, alakját pontosabban megállapíthassa, esetleges kis méretű holdját észrevehesse, sőt, hogy az áthaladás adatait egyéb számítások végzésére felhasználhassa. Ezek a napok, valamint az 1. és 4. kontaktusok világidőben (UT) kifejezett időpontjai az alábbiak voltak.
- 1631. december 7.  03:51 - 06:47 (UT)
- 1639. december 4.  14:57 - 21:54
- 1761. június 6.    02:02 - 08:37
- 1769. június 3.    19:15 - 01:35
- 1874. december 9.  01:49 - 06:26
- 1882. december 6.  13:57 - 20:15
- 2004. június 8.    05:13 - 11:26
- 2012. június 6.    22:09 - 04:49

A két következő Vénusz-átvonulás ideje nagyon távol van:
- 2117. december 11. 23:58 - 05:38
- 2125. december 8.  13:15 - 18:48

A Vénusz a nyári átvonulások napján a Földtől 43 millió kilométerre van, az átmérője 12104 km, ebből kiszámítható, hogy a bolygó korongja 58 szögmásodperc (0,016 fok) átmérőjű. Mivel a napkorong egész évben kb. 30 szögperc (fél fok) átmérőjű, így tudhatjuk, hogy a Vénusz a napkorongnál 31-szer kisebb, azaz távcső nélkül még éppen látható kis pont.

### A fehér kör
Egy izgalmas, de csak nagyobb távcsövekkel látható jelenség a 2. és 3. kontaktusok alkalmával tűnik fel néhány másodpercre: amikor a Vénusz korongja nincs teljesen a napkorong határvonalán belül, észrevehető lehet, hogy a Vénusz fekete foltját egy világos, nagyon vékony világos körív határolja (ahogy ez ezen a képen jól látható). Erről először az 1761-es átvonulás idején a csillagászkodással is foglalkozó Mihail Lomonoszov számolt be. A csillagászok egyetlen magyarázatot találtak elfogadhatónak: a Vénusznak légköre van, és a napfény azt hátulról megvilágítja, ami pár másodpercig éppen megfigyelhető helyzetbe kerül. A Vénusz bolygó mivoltát már Galilei is felismerte, amikor távcsövével 1610-ben az addig csak fényes csillagnak látszó égitesten a Holdéhoz hasonló fázisváltozásokat látott. Az a tény, hogy bolygószomszédunknak légköre van, új és nagy jelentőségű felfedezés volt. Hatására felmerülhetett az a lehetőség is, hogy a Vénusz a Földhöz hasonló bolygó, talán még lakható is, sőt, talán már lakják is. A geocentrikus világképnek ez bizonyára megadta a kegyelemdöfést a tudomány művelői között.
1. ↑  Ma már tudjuk, hogy a Vénusz az ember számára teljesen lakhatatlan bolygó, és az űrszondák másféle élet nyomát sem tudták felfedezni.

## Tudományos jelentősége
Az átvonulás a bolygóról, de még a Napról is szolgáltathat értékes új adatokat, ám a Vénusz-átvonulások segítettek még egy fontos csillagászati probléma megoldásában: a Nap és a Föld távolságának kiszámításában. A csillagászok a 18. században már ismerték minden bolygó pontos keringési idejét, így Kepler III. törvénye alapján kiszámítható volt a bolygópályák méreteinek aránya. Ha csak egyetlen pálya pontos méretét, sugarát, pontosabban fél nagytengelyének hosszát sikerülne megtudni, az alapján a többi bolygópálya adatait is megkapnánk.
Edmond Halley angol csillagász 1716-ban közzétette a javaslatát a Nap–Föld távolság megmérésére, amelyhez a Vénusz átvonulásait tartotta a legalkalmasabbnak az akkor rendelkezésre álló lehetőségek közül. A Föld mérete ugyan nagyon kicsi a megmérendő távolságokhoz viszonyítva, mégis észlelhető mértékű lehet a parallaktikus elmozdulás jelensége ez esetben. Arról a jól ismert jelenségről van szó, amikor egy nem túl távoli tárgy a távoli háttérhez képest elmozdul, amikor mi, a megfigyelők pár lépéssel arrébb megyünk. A hátteret ez esetben a napkorong adja, amely előtt a Vénusz épphogy látható mértékben elmozdul, amikor a megfigyelő a Földön "arrébb megy". Csakhogy a távolság óriási, így a megfigyelőnek is óriási távolságot kell megtennie ahhoz, hogy az elmozdulás észrevehető legyen.

A Föld két pontjának parallaxisa kiszámítható az átvonulás két mért időtartamából

Ez az óriási távolság azt jelentette a gyakorlatban, hogy távoli utakra kell indulnia csillagászoknak, hogy majd az átvonulást megfigyelhessék. A parallaktikus elmozdulás azt eredményezi, hogy amikor az egyik megfigyelő pontosan valamelyik kontaktust látja, ugyanakkor egy távoli helyen levő másik megfigyelő a Vénuszt a napkorong széléhez viszonyítva kissé más helyen látja, a kontaktus előtt vagy után, így a kontaktusok között eltelt idő számukra különböző lesz. Ha pontosan megmérik ezt az időt, kiszámítható lesz az, hogy a megfigyelők közötti távolság a Vénuszról nézve milyen szöget zár be, ez a szög a távolság parallaxisa. Ha megismerjük ennek a rendkívül elnyúlt háromszögnek a rövid oldalát és a csúcsszögét, a parallaxist, tudni fogjuk a többi adatot is. Hasznos kiegészítő adatot adhatna az is, ha pontosan összehangolt órákkal azt is kideríthetnék, hogy a kontaktusok mekkora eltéréssel következtek be a megfigyelőknél.
A megfigyelők távolsága ebben az időben már viszonylag pontos térképek alapján megtudható, a parallaxis viszont csak úgy tudható meg, ha az időt pontosan mérik. John Harrison (1693-1776) angol ácsmester életének számos viszontagságos évét áldozta arra, hogy a brit parlament által kiírt pályázat feltételeit teljesítő, rendkívül pontos, a hosszú tengeri utakat is tűrő órát, egy tengerészeti kronométert szerkesszen, így a csillagászoknak abban a korban már elég pontos órák álltak a rendelkezésükre ahhoz, hogy legalább az áthaladások időtartamának megmérése megbízható legyen.
Az 1761. június 7-i átvonulás volt az első lehetőség a mérésre. Ebben az időben sok európai uralkodó támogatta a természettudományos kutatásokat, olykor saját maguk is aktívan tevékenykedtek valamelyik tudományágban. Ezért a jelenség megfigyelésére több expedíció is elindult a világ távoli pontjaira, Uppsalába, San Domingóba, Manilába, Szibéria több pontjára, Kelet-Indiába. A francia Chappe expedíciója Kaliforniában egy pestisjárványba futott, de nem fordultak vissza, végül alig néhányan tértek vissza életben a megfigyelés eredményeivel. A szintén francia Le Gentilt az utazása közben kitört francia-angol háború akadályozta meg a manilai megfigyelőállomás felépítésében. A megfigyelést az időjárás is akadályozta egy-egy helyszínen, így végül az európai csillagászok összesített eredménye csupán annyi lett, hogy a Nap–Föld távolság 130–170 millió kilométer. A valódi érték 150 millió kilométer, tehát az eredmény helytálló lett, de a pontatlansága arra sarkallt, hogy a következő átvonulás alkalmával újabb próbákat tegyenek.

### A Hell–Sajnovics expedíció Vardøbe
Az 1769. június 3-i Vénusz-átvonulás pontos megfigyelésére
újabb expedíciók indultak. A csillagászat iránt érdeklődő fiatal dán király, VII. Keresztély (1766–1808) udvarában Bachoff bécsi követet kérte arra, hogy ajánljon neki megfelelő embert, aki az ő megbízásából expedíciót vezetne Lappföldre, Norvégia északi részére. A követ javaslatára végül Mária Teréziához fordult azzal a kéréssel, hogy Hell Miksa jezsuita csillagászt küldje el hozzá egy maga választotta útitárssal. Hell részt vett az 1761-es átvonulás megfigyelésében is, dolgozatai és közzétett előrejelzési táblázatai kellő tekintélyt hoztak számára, így időközben a bécsi császári csillagvizsgáló intézet igazgatójává nevezték ki.
Hell egy rendtársát és tanítványát, Sajnovics Jánost választotta maga mellé, akit rendkívül megbízható csillagásznak tartott, de Sajnovicsnak még egy előnyös tulajdonsága volt: beszélt magyarul. Hell szintén magyarnak vallotta magát egy levelében, és nagyon foglalkoztatták a nagyszombati rendház két történészének, Pray Györgynek és Kaprinai Istvánnak a magyar krónikákról készült tanulmányai és Pray 1761-ben kiadott könyve. A magyar nép és a magyar nyelv eredetének kérdését már hosszabb ideje vizsgálták a tudósok, és a sok egyéb teória mellett felmerült a finn nyelvvel való rokonság lehetősége is. Hell a Finnország és Norvégia északi peremén lakó lapp (számi) népről tudta, hogy a nyelvük sokban hasonlít a finnre, ezért az oda indítandó expedícióban remek lehetőséget látott a nyelvészeti vizsgálódásra is, amelyhez viszont magyar anyanyelvű társra van szüksége, így esett a választása Sajnovicsra.
Bécsből 1768. április 28-án indultak el, Prága, Drezda, Lipcse, Hamburg, Lübeck érintésével érkeztek meg a Segeberg melletti Drauenthal vadászkastélyához, ahol a dán király fogadta őket. Otto Thott főkancellár Koppenhágában felszerelte az expedíciót, amely július 2-án indult tovább. Helsingörnél érték el Svédországot, néhány nappal később már megérkeztek Oslóba (akkor Christiania). Egy pihenő után kis fogatokkal keltek át a hegyeken, Trondheimig. Augusztus 22-én indultak el Urania névre keresztelt hajójukkal, és viharokkal, kemény faggyal megküzdve 1768. október 12-én érkeztek meg végcéljukhoz, Vardø kis szigetére. A hajón már elkísérte őket a norvég Jens Borchgrevink, és a tartomány új kormányzója, Eiler Hagerup.
A nehéz utat a távoli, jeges tájra az indokolta, hogy ezen a helyen, túl az északi sarkkörön és nem sokkal a nyári napforduló előtt a nap nem nyugodott le, így az Európában éjfélre eső, június 3. 21 óra 15 perc és június 4. 3 óra 26 perc között lezajlott jelenség megfigyelhetővé vált.
A szigeten közel hét hónapot kellett eltölteniük a Vénusz-átvonulásig, ez alatt az idő alatt egyéb irányú csillagászati megfigyeléseket végeztek, Sajnovics pedig sok időt töltött a helyi lakosokkal és Kauriing plébánossal beszélgetve. Részletes feljegyzéseket készített a magyar és a lapp nyelv között észrevett hasonlóságokról, és noha nyelvész képzettsége nem volt, elemző tudósként lényegében lerakta az összehasonlító nyelvészet alapjait. Visszatérésük közben, Koppenhágában adta ki 1770-ben a finnugor nyelvi rokonságról szóló híres könyvét, Demonstratio. Idioma Ungarorum et Lapponum idem esse (Igazolása annak, hogy a magyarok és a lappok nyelve azonos) címmel. A könyv Magyarországon hatalmas vihart kavart, sokan felháborodtak a lenézett kis népekkel való rokonság gondolatán, a könyv ennek ellenére nyelvtudományi és nyelvészeti szempontból is jelentős eredményeket hozott.

#### Az esemény
A megfigyelést három távcsővel végezték, Hell, Sajnovics és Borchgrevink, az órát a szolgájuk olvasta le azokban a pillanatokban, amikor valamelyikük kiáltva jelezte egy esemény általa bekövetkezettnek talált pillanatát. Hármuk eredményéből átlagolva állapították meg a hivatalosnak minősíthető eredményeket. Az időjárás kegyes volt hozzájuk, mert az átvonulás előtt és közben is felhők takarták a napot, de a kontaktusok, vagyis a tulajdonképpeni események idejére az égnek az a része tökéletesen kitisztult.
A világ számos pontjára szétszóródott megfigyelők – James Cook erre az eseményre időzítette első útját Tahitira – eredményeinek megérkezésére hosszú időt kellett várni, de Hell végül kiválasztotta azokat, amelyeket a legmegbízhatóbbnak ítélt. Ezek alapján elvégezte a számításait, és eredményként a Föld–Nap távolságra 151,7 millió kilométert kapott. Ha ezt a ma már pontosan ismert 149,6 millióhoz viszonyítjuk, elmondható, hogy a megfigyelések kitűnően sikerültek.
Hell és Sajnovics expedíciójának az emlékére a 2004. június 8-i átvonulást egy kis magyar amatőrcsillagász-csoport újra Vardø szigetén figyelte meg. A csapatot Mitre Zoltán, Balog Viktória, Régeni Pál és Sipőcz Ferenc alkotta, és a helyszínen csatlakozott hozzájuk Hetesi Zsolt. A kis eseményről a norvég tévé is hírt adott, a helyi erőd parancsnoka pedig 19 ágyúlövéssel ünnepelte.

#### Érdekesség
Fél nap sem telt el az átvonulás után, és máris egy másik érdekes csillagászati esemény is lezajlott: egy napfogyatkozás. Sajnos a láthatósági vonala magasan elívelt Grönlandtól az Északi-sarkon át Szibéria keleti sarkáig, ezért a magyar kutatóknak ahhoz, hogy azt is megnézhessék, legkevesebb 1800 kilométert kellett volna hajózniuk, Grönland keleti partjaiig, néhány óra alatt.

## Szinkronátvonulás
Akkor beszélünk szinkronátvonulásról, ha a Merkúr és a Vénusz egyszerre megy el a Nap előtt. Ez rendkívül ritka esemény. Legközelebb 69 163-ban, majd pedig 224 508-ban lesz erre példa. Legutóbb szinkronátvonulásra i. e. 373 173-ban volt precedens. 13 425. szeptember 13-án az előrejelzések szerint egy majdnem teljesen egyedi esemény fog megtörténni: a Merkúr és a Vénusz átvonulása egymást fogja követni, a kettő között mindössze 16 óra különbség lesz.
Nagyon ritkán van arra példa, hogy a Merkúr átvonulásakor napfogyatkozás legyen. Ez legutóbb i. e. 11 436. augusztus 27-én történt meg. Legközelebb erre 6757. július 5-én lesz példa, s legjobban Kelet-Szibériában lehet majd megfigyelni.

## Egyéb átvonulások
A bolygóátvonulás szót alapvetően a Merkúr-átvonulások és Vénusz-átvonulások összegzésére használjuk, de másféle átvonulások is vannak, amikor szintén egy égitest egy másik égitest előtt halad el.
Napfogyatkozás
Ez a jelenség annyira kiemelkedő és jól ismert, hogy nem jut az eszünkbe a fentiekkel való rokonsága, pedig a Hold a harmadik olyan égitest, amely képes a Nap és a Föld között elhaladni. Egy szerencsés véletlen következtében a lassan távolodó Hold ezekben az évezredekben éppen olyan távolságra van a Földtől, hogy az égbolton a látszó mérete a Napéhoz közeli. Emiatt a Hold képes arra, hogy pontosan a napkorongot takarja csak el előlünk, láthatóvá téve az egyébként az elvakító fény miatt nem látható napkoronát és más ritkán látható érdekességeket. Ha a Holdunk helyén például a Szaturnusz olyan holdjai lennének, mint a sokkal kisebb Mimas vagy az Enceladus, akkor ezek átvonulása sokkal inkább hasonlítana egy Vénusz-átvonulásra, mint a megszokott napfogyatkozásokra.
Csillagfedés (Okkultáció)
Azt gondolnánk, hogy az égbolton távcsővel olyan sok csillag látható, hogy naponta halad el előttük valamilyen más, a Naprendszerhez tartozó égitest. A látszat ellenére a jelenség nem annyira gyakori, hogy ne kapna kiemelkedő figyelmet a csillagászoktól.
Az ilyen számításokkal foglalkozó csillagászok és számítógépes programok azt jelezték, hogy 1977 március 10-én az Uránusz át fog haladni egy 9,2 fényrendű, vagyis szabad szemmel nem látható, SAO 158687 katalógusszámú kis csillag előtt, az égbolton a Mérleg csillagkép területén. Egy infravörös-csillagászati megfigyelésekre átalakított repülőgép, a Kuiper Airborne Observatory műszereivel (az Indiai-óceán felett) rögzítették az áthaladás mérési eredményeit. Az ilyen áthaladás tudományos értéke az, hogy a bolygó mögött elhaladó csillag színképének elváltozásai adatokat tudnak szolgáltatni a bolygó légkörének összetételéről, adatok nyerhetők a bolygó pontos méretéről, távolságáról, egyéb tulajdonságairól.
A megfigyelés váratlan eredményt hozott, ugyanis a műszerek a csillag gyenge elhalványulását rögzítették, több alkalommal is, közvetlenül az Uránusz mögé kerülés előtt, majd ugyanígy a bolygó túloldalán is. A fényváltozások ütemét elemezve kétségtelenné vált, hogy a Naprendszerünkben nem csak a Szaturnusznak, hanem az Uránusznak is vannak gyűrűi, ezek takarták el pillanatokra a csillagot. Ezek a gyűrűk sokkal kisebbek és halványabbak, ezért nem voltak eddig láthatók. A felfedezés – mint ahogy később a Jupiter és a Neptunusz vékony gyűrűinek a felfedezése is – azt igazolta, hogy a gyűrűképződés kevésbé kivételes jelenség, mint addig hittük, és ez érthetőbbé tette a Naprendszer keletkezésének folyamatait.
Fedési kettőscsillag
Az az eset sem ritka, amikor egy csillag elhalad egy másik csillag előtt, de csak azért, mert a két csillag egymás körül kering. Egy csillag kettőscsillag volta úgy válik észrevehetővé, hogy a távcsövekben csak egyetlen pontnak látott csillag fényereje rövid időre lecsökken, és ez a jelenség ritmikusan ismétlődik, ahogyan az egyik csillag áthalad a másik előtt. A periódus időtartamából a csillagok tömegére is becsléseket lehet tenni, anélkül, hogy külön látnánk őket. Mai ismereteink szerint a csillagok nagyobb része kettős, de persze ezeket fedési kettősként csak akkor vehetjük észre, ha a keringésük síkja felénk mutat.
Exobolygó
Ugyanez a fényingadozás árulta el az első olyan csillagokat, amelyek körül bolygók keringenek. Maguk a bolygók ekkora távolságból nem láthatók, de a legutóbbi évek fejlett műszerei képessé váltak a csillag előtti áthaladás által okozott csekély fényerőváltozás észlelésére. A technika rohamos fejlődése egyre kisebb változások megmérését, vagyis egyre kisebb bolygók felfedezését teszi lehetővé. Figyelembe véve, hogy a megfigyelhetőséghez a bolygónak egy felénk mutató síkban kell keringenie, ugyanakkor már számos ilyen bolygót sikerült felfedezni, arra következtethetünk, hogy nagyon sok csillag körül kering bolygó. Amíg erre bizonyítékot nem találtunk, addig csak feltételezhettük ezt, és a feltételezés lehetett volna téves is.

## Külső hivatkozások
- Occultation of SAO 163583 by Uranus April 10, 1996